# Blazer

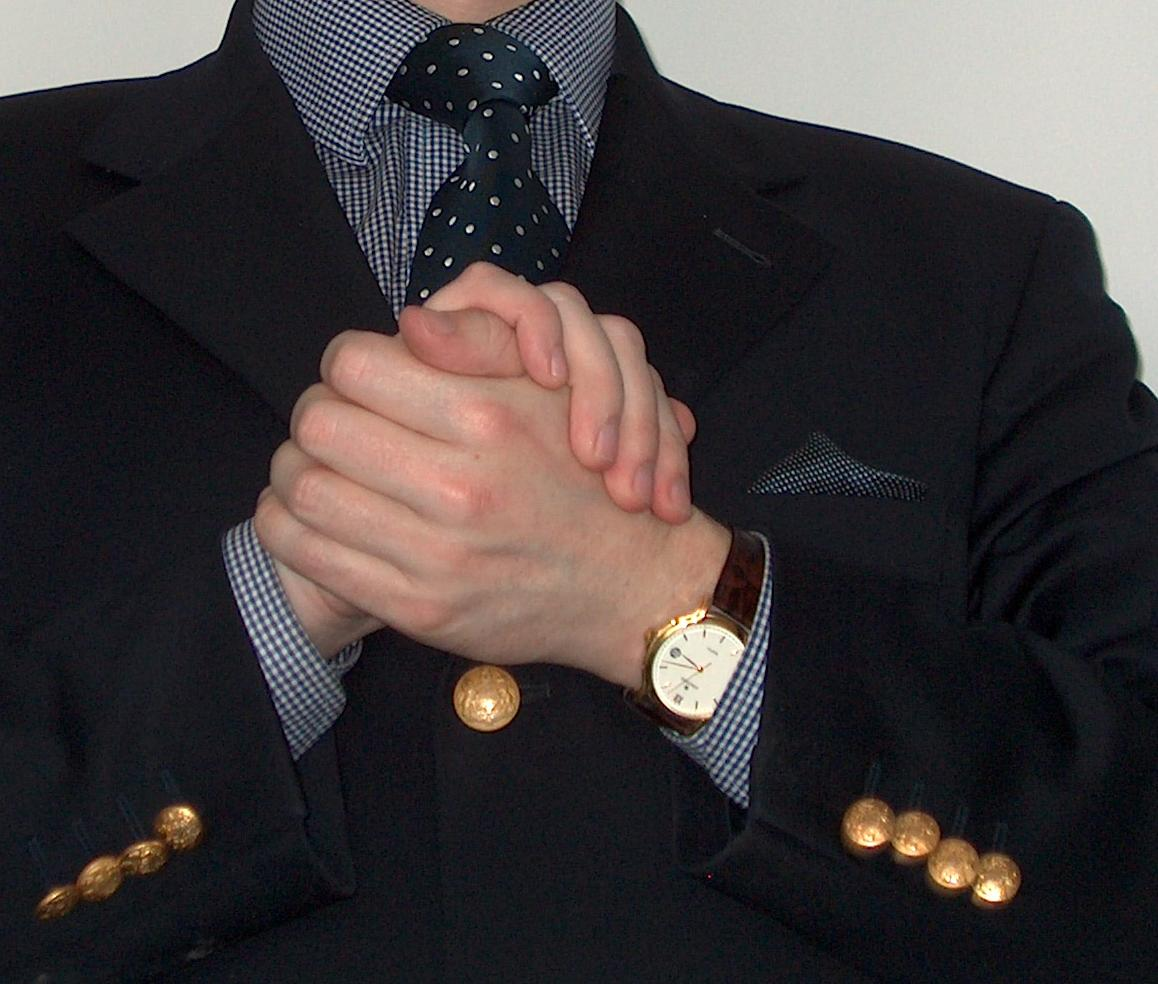
Un blazer amb botons de coure

El blazer (pronunciat blèiser) és un tipus de jaqueta masculina creuada que té l'origen en la jaqueta d'oficial de l'Armada, així com en la indumentària esportiva.
El blazer sembla una jaqueta de vestir, però es destria d'aquesta perquè té un tall més informal i perquè de vegades porta accessoris com butxaques de plastró o botons metàl·lics. Atès que originàriament s'usava com a jaqueta esportiva, el blazer és una peça de llarga durada. Sovint, s'utilitza com a part d'uniformes institucionals d'escoles, companyies aèries o clubs nàutics o de piragüisme.
Sembla que l'origen del blazer és doble. D'una banda prové d'una peça utilitzada com a jaqueta en clubs nàutics, per a remar. Es tractava d'una alegre jaqueta acolorida, sovint de ratlles, que constituïa un antecedent de les jaquetes esportives. L'altre estil correspon a una jaqueta marítima blau marí, inspirada en la característica jaqueta d'oficial de l'Armada. Finalment, el nom ha quedat per a designar aquesta segona peça, a la qual posteriorment es van afegir els botons metàl·lics, anteriorment negres. Actualment, la jaqueta s'utilitza per a variades ocasions d'esport.
El blazer pot dur diferents tipus de botons, daurats o no. Encara que es tracta d'una peça d'esport combinable amb polo, també pot ser part d'un vestit elegant combinat amb camisa i corbata. Es pot dur, així mateix, amb pantalons foscos de vestir o amb altres de més informals, com texans o xinesos.
El blazer és una peça d'ús masculí, però també ha saltat al vestidor de les dones com a article de moda. Com a part d'un estil de vestir boyish (o à la garçonne), el blazer es porta com a jaqueta informal per damunt de la brusa o la camisa i es combina amb pantalons, texans i fins i tot minifaldilles.